# Dê Sarda
Dê Sarda là một giống dê nhà bản địa có nguồn gốc từ đảo Sardinia thuộc vùng Địa Trung Hải, ngoài khơi bờ biển phía tây thuộc miền trung nước Ý. Giống dê này được nuôi trên khắp hòn đảo, đặc biệt là ở các tỉnh Cagliari và Nuoro Nó là một giống dê cổ xưa đã bị ảnh hưởng bởi giống dê Malta.
Dê Sarda là một trong tám giống dê bản địa của Ý, trong đó một cuốn sách lai về dòng giống được viết bởi Associazione Nazionale della Pastorizia, hiệp hội chăn nuôi cừu và dê quốc gia Ý. Cuốn sách này được xuất bản vào năm 1981. Năm 1998, tổng số lượng dê Sarda là 260.000 con, trong đó có 6577 cá thể được đăng ký trong cuốn sách, vào cuối năm 2013, số lượng dê giống này được đăng ký tăng lên con số 11.121 con.

## Đặc điểm
Các cá thể Dê Sarda có thân hình trung bình, cổ dài và ngực sâu, chúng không có bầu vú phát triển tốt. Loài này đặc biệt khỏe mạnh và rất thích hợp để được nuôi trong một khu vực có thái hoang dã hoặc bán hoang dã trong điều kiện khắc nghiệt. Phần lớn đồng cỏ có sẵn được cừu Sarda sử dụng, dê Sarda bị thiệt thòi và chỉ dược cho phép ăn cỏ trong các vùng địa hình nghèo nàn nhất; chúng được cho ăn ít hoặc không có gì hơn ngoài thức ăn duy nhất là cỏ.